# هه‌اون
هه‌اون (به لاتین: HaOn) یک منطقهٔ مسکونی در اسرائیل است که در Emek HaYarden Regional Council واقع شده‌است.